# HMS M29
HMS M29 — монітор типу M29 , який брав участь у Першій світовій війні.

## Історія створення
Наявність 10 6-дюймових гармат «Mk XII» з лінійних кораблів типу «Квін Елізабет» в 1915 році спонукало Адміралтейство замовити п'ять дещо зменшених версій моніторів типу M15. «M29» та однотипні монітори були замовлені Harland & Wolff, Белфаст у березні 1915 року. Спущений на воду 22 травня 1915, монітор добудували у червні 1915.

## Історія служби
Після вступу у стрій «M29» був відправлений до Середземномор'я, він взяв участь у битві при Яффі і пробув на відповідному театрі воєнних дій до грудня 1918 року. Корабель залучали з травня по вересень 1919 року для підтримки британських та білих військ поблизу Білого моря, перш ніж повернутися до Великої Британії.
У вересні 1923 року «M29» переобладнали на мінний загороджувач. У грудні 1925 року він був перейменований в «HMS Medusa».
У травні 1941 року корабель перетворили на плавучу майстерню і став плавучою базою для 10-ї флотилії підводних човнів, змінивши ім'я на «HMS Talbot». Знову перейменований на «HMS Medway II» в лютому 1944 року, він став плавбазою 1-ї флотилії підводних човнів. Корабель продали для розбору на метал в грудні 1946 року у Дуврі.